# Bromwich Castle
Bromwich Castle ist eine abgegangene Burg in einem großen Dorf, das heute Castle Bromwich heißt und in der englischen Grafschaft Warwickshire liegt.
Es gibt Beweise für ein hölzernes Gebäude auf der Motte und für Gebäude aus dem 12. und 13. Jahrhundert sowie ein Haus aus dem 16. Jahrhundert im Burghof.
Die Überreste der Motte wurden beim Bau der Autobahn M6 größtenteils zerstört. Nur noch ein Teil des Mounds ist erhalten.